# Yolao

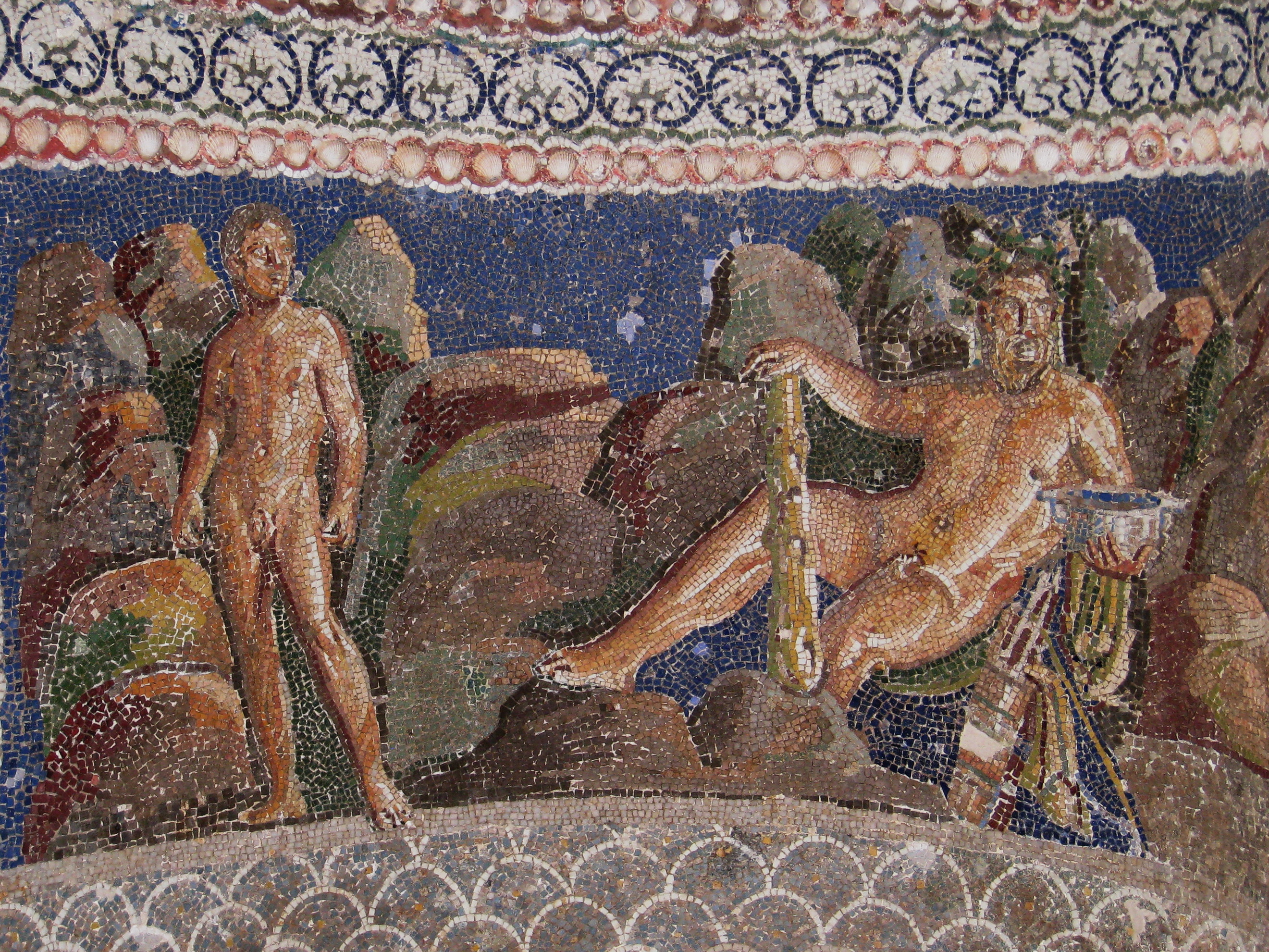
Yolao y Heracles. Mosaico romano del. Ninfeo de Anzio.

En la mitología griega, Yolao, Iolas o Iolao (en griego antiguo: Ἰόλαος Iólaos) fue un héroe tebano, hijo de Ificles, el medio hermano de Heracles. Era uno de los más fieles compañeros de su tío, a quien solía acompañar conduciendo un carro, y a quien también ayudó en muchas de sus hazañas. Según Pausanias Yolao murió en Cerdeña, mientras que según otras fuentes fue enterrado en la tumba de su abuelo, Anfitrión, donde fue adorado como un héroe.
Plutarco y Eurípides presentan a Yolao como erómeno (amante) de Heracles. Higino menciona varias hazañas de Yolao, pero, confundiéndose, lo hace hijo de Ificlo, en vez de Ificles. Este Yolao, sea el mismo o no, tomó parte en la expedición de los argonautas, en la caza del jabalí de Calidón y también fue ganador en los primeros Juegos Olímpicos, instituidos por Heracles, conduciendo los caballos de este.

## Mitología

### Familia
En cuanto a su familia, se dice que Creonte entregó a Pirra, su hija menor, a Ificles, quien previamente ya había engendrado un hijo, Yolao, fruto de su unión con Automedusa, hija de Alcátoo. Heracles, en cambio, recibió a la hija mayor de Creonte, Mégara. Cuando Hera maldijo a Heracles con la locura se abalanzó contra Yolao para matarle; este consiguió huir, pero, al encontrarse allí a los hijos que Heracles había tenido con Mégara, los asaeteó como si fueran sus enemigos. Más adelante, a su regreso de los trabajos, y ya en Tebas, Heracles confió a su esposa Mégara al joven Yolao. Heracles, debido a la desgracia sobrevenida a sus hijos, le asustaba procrear con Mégara, y se puso a buscar una mujer que le pudiera dar hijos sin temor. Por esta razón pretendió en matrimonio a Yole, la hija de Éurito, soberano de Ecalia. Finalmente Yolao y Mégara se casaron pero se dice que en ese momento ella tenía treinta y tres años en tanto que Yolao solo contaba con dieciséis. Al menos se tiene constancia de una hija de Yolao, llamada Leipéfile.

### Auriga de Heracles
Yolao ayudó a su tío en varios de los doce trabajos y otras hazañas. Se dice Heracles aniquió a la Hidra con la ayuda de Yolao, según los planes de Atenea. Heracles, montado en un carro que guiaba Yolao, al llegar a las fuentes del Lerna, le mandó refrenar los caballos. Heracles tuvo una idea ingeniosa y ordenó a Yolao que quemara la parte amputada de la Hidra con una antorcha encendida para contener el flujo de sangre. Así pudo dominar a la bestia y hundir sus dardos en la sangre corrosiva del monstruo. No obstante Euristeo dijo que este trabajo no sería contado entre los diez porque no había vencido a la Hidra solo sino con ayuda de Yolao. En otro de sus trabajos, a Yolao, que le acompañaba en la expedición para apoderarse del ganado de Geriones, Heracles le consagró un recinto sagrado digno de mención, e indicó los honores y sacrificios a tributarle cada año. De la misma manera también se dice que Telamón, el hermano de Peleo, ayudó a Heracles y a su sobrino Yolao contra Laomedonte, que no quiso remunerar el trabajo de ellos. También participó como auriga de su tío en la lucha contra Cicno, hijo de Ares, que despojaba a quienes llevaban ofrendas a la pitia, de nuevo Atenea se puso de su lado.

### Los Heraclidasde Eurípides
En Los Heráclidas de Eurípides Yolao es uno de los personajes principales, luchando frente al acoso de Euristeo, que quería exterminar a la familia de Heracles. Se nos dice que Yolao, ya en su vejez, permaneció como defensor fiel de sus hijos y los otros Heraclidas. Estos, que contaban con la ayuda de los atenienses, eligieron como jefe a Yolao, le confiaron el mando del ejército, juntamente con Teseo y con Hilo. Cuando los Heraclidas se refugiaron en la corte de Demofonte, soberano de Atenas, Copreo, el heraldo de Euristeo, quiso llevarse a rastras a los suplicantes pero Yolao se lo impidió. Finalmente Yolao hizo prisionero a Euristeo junto a las rocas Escironias y lo llevó ante Alcmena para su ejecución. Pero otros dicen que fue el propio Yolao, tras «haber aniquiladao la cabeza de Euristeo». Se dice que Yolao había suplicado a los dioses del inframundo permiso para recuperar por una hora su juventud y volver de nuevo a la tierra para ayudarlos. El permiso le fue concedido y así mató a Euristeo. Otra versión posterior hace que la juventud la recupere gracias a la intervención de la diosa Hebe, esposa de Heracles en el Olimpo y, por tanto, su tía política. Así en Ovidio: «Era casi un niño, sus mejillas cubiertas de una incierta pelusa, Yolao, cuyo rostro había sido transformado hasta volver a la forma de sus primeros años. Tal regalo le había concedido la hija de Juno (Hera), Hebe, vencida por los ruegos de su marido».

### Muerte de Heracles
En el Filoctetes de Sófocles se dice que Filoctetes recibió el arco y la flecha de Heracles como recompensa por encender la pira funeraria en la que se inmoló voluntariamente Heracles. Otros dicen que después de que Deyanira envenenase involuntariamente a su esposo Heracles, creyendo que le era infiel con Yole, fue Yolao el que prendió la pira. Una vez que los que estaban con Yolao hubieron ejecutado las órdenes y se hubieron situado a cierta distancia para observar lo que iba a ocurrir, Heracles, ya sin esperanza respecto a su curación, se acercó a la pira y se puso a pedir a cada uno de los que se aproximaban que encendiera la hoguera. Una vez muerto en la pira funeraria, a continuación los compañeros de Yolao fueron a recoger los huesos de Heracles pero no encontraron nada. Se dice poco tiempo antes Heracles, cada vez más agobiado por el mal, envió a Licimnio y a Yolao a Delfos para preguntar a Apolo qué debía hacer para curarse del veneno que impregnaba la túnica de Heracles.

## Culto

### Tebas
Tanto Yolao como Heracles eran objeto de culto en Beocia.  La tumba de Yolao en Tebas, convertida en santuario, se hallaba cerca de un gimnasio y un estadio consagrados al héroe. El gimnasio tebano recibió el nombre de Iolao y en su honor se celebraba anualmente en Tebas la Iolaia o Iolaea (griego: Ιολάεια), un festival atlético consistente en pruebas gimnásticas y ecuestres. Los vencedores de la Iolaea eran coronados con guirnaldas de mirto.

### Cerdeña
Se dice que Yolao fue enviado por Heracles a Cerdeña al mando de los hijos que había tenido con las hijas de Tespio, con la orden de fundar una colonia. Los niños todavía eran muy jóvenes y Yolao les sirvió como preceptor. Allí tomó de los habitantes salvajes las mejores regiones del país y las civilizó. Fundaron la ciudad de Olbia, y se dice que existen un lugar llamado Iolaïa o Yolaia en Cerdeña, y Yolao recibe honores de sus habitantes. Sus descendientes en Cerdeña fueron llamados Ίολαεις (yoleos o yolaenses) En efecto, Solino dice que «los ilienses, así llamados por él, añadieron un templo a su tumba, porque había liberado a Cerdeña de muchos males». En épocas posteriores, quienes ofrecían sacrificios a este héroe divino se dirigían a él como el «Padre Yolao». Según Aristóteles, en Cerdeña se practicaba el rito de la incubación, que es el ritual de liberación de las personas afectadas por pesadillas y obsesiones. Estos rituales incluían que las personas que sufrían pesadillas debían dormir junto a las tumbas de los héroes.

### Sicilia
Después de vivir en Cerdeña, a continuación Yolao, en su regreso a Grecia, puso rumbo a Sicilia y pasó bastante tiempo en esta isla. Yolao encontró una gran acogida, al manifestarse como benefactor de mucha gente. Se dice que luego volvió con Heracles poco antes de la muerte de este. Según Diodoro Sículo, Yolao fue objeto de un culto heroico donde Heracles le había consagrado un bosque y distintos sacrificios. Se le veneraba especialmente en la ciudad de Agira:
«Los que permanecen en la ciudad de Agira dedican su cabellera a Yolao y la dejan crecer cuidadosamente hasta que está en condiciones de ser ofrecida a este dios con grandes ceremonias. Su templo es tan santo y respetable que los que faltan a los sacrificios acostumbrados pierden la voz y pasan a estar como muertos. Sin embargo vuelven a su estado original en cuanto hacen voto de satisfacer este deber y dan las seguridades convenientes. Los habitantes de Agira llaman Herculana a la puerta ante la que hacen sus ofrendas a Yolao. Celebran su fiesta todos los años con la misma solemnidad, con ejercicios de lucha y carreras de caballos, sin distinguir en ellas a los amos de los esclavos, admitiéndolos a las mismas danzas, mesas y sacrificios».

## En la actualidad
Un exoplaneta alrededor de la estrella HAT-P-42 (ahora llamada Lerna) recibió su nombre en su honor como parte del proyecto NameExoWorlds de la UAI.